# Fred Martin (labdarúgó)
Fred Martin (Carnoustie, 1929. május 13. – Methven, 2013. augusztus 20.) skót labdarúgókapus.
A skót válogatott tagjaként részt vett az 1954-es labdarúgó-világbajnokságon.